# William Pickens
William Pickens (Comtat d'Anderson, Carolina del Sud, 15 de gener de 1881 – 6 d'abril de 1954) va ser un educador i assagista afroamericà estatunidenc.

## Biografia
Fill d'esclaus alliberats, William Pickens va néixer a Carolina del Sud, però va créixer a Arkansas. Va estudiar a la Universitat de Talladega (1902) i a la Universitat Yale (1904), on va obtenir un grau de filologia clàssica. Posteriorment va fer estudis de postgrau a la Universitat de Fisk (1908) i a la De Selma. Era de religió metodista. Tenia facilitat per les llengües i va aprendre'n i ensenyar diverses, incloent-hi el llatí, el grec, l'alemany i l'esperanto. És considerat el primer esperantista de raça negra. Explica Pickens que va aprendre la llengua auxiliar internacional el 1906, el mateix any va aconseguir un diploma de l'Associació Británica d'Esperanto i de seguida va començar a escriure's amb esperantistes d'arreu del món.
Va ensenyar a la Universitat de Talladega i després a la Universitat de Wiley. També va ser professor de sociologia i degà a la Universitat Estatal de Morgan. En el període d'entreguerres era un dels oradors negres més populars als EUA. Entre 1920 i 1940 Pickens va ser un membre molt actiu de l'Associació Nacional per l'Avenç de les Persones de Color (NAACP, per les seves sigles en anglès). També va servir en el Ministeri d'Hisenda dels EUA, on s'encarregava de convèncer els ciutadans perquè invertissin en bons per a sufragar els costos de la Segona Guerra Mundial. En aquesta època (1941-1950) Pickens era el líder afroamericà que tenia més contacte amb la població afroamericana dels EUA. És autor d'una autobiografia (L'hereu dels esclaus), que va ampliar en una segona edició (Esclatant vincles) amb cinc capítols nous sobre els disturbis racials que van tenir lloc als EUA entre 1919 i 1921.

## Obres
- "The new international language", article publicat a The Voice of the Negro (1906).
- "La vojo", traducció comentada del clàssic poema de Lluís Llàtzer Zamenhof (1910).
- L'hereu d'esclaus, autobiografia (1910/11).
- "The Kind of Democracy the Negro Expects", discurs pronunciat diverses vegades durant i després de la Primera Guerra Mundial.
- Esclatant Vincles (1923), autobiografia ampliada.